# Taeda prasina
Taeda prasina is een vlinder uit de familie slakrupsvlinders (Limacodidae). De wetenschappelijke naam van deze soort is voor het eerst geldig gepubliceerd in 1896 door Butler.
De soort komt voor in tropisch Afrika.